# Titanowodginiet
Titanowodginiet is een donkerbruin tot zwart mineraal met de chemische formule MnTiTa2O8.

## Ontstaan
Magmatisch in granitische pegmatieten.

## Voorkomen
Dipiramidale kristallen van maximaal 1 cm komen voor in de Tanco-mijn in Bernic Lake in de Canadese provincie Manitoba.

## Toepassing
Tantaalerts.